# Crónica de una violación
Crónica de una violación (en francés Dupont Lajoie) es una película francesa de Yves Boisset estrenada en 1974. 

## Sinopsis
Georges Lajoie trabaja y vive en París. Todos los años va de vacaciones al Camping del sol, donde se encuentra con las familias Schumacher (de la cual un miembro trabaja como procurador de los tribunales en Estrasburgo) y Colin (de cuyos miembros uno es vendedor de sostenes). 
La estadía de estas personas se ve alterada por la proximidad de una construcción en la que trabajan obreros extranjeros, y se realizan comentarios xenófobos. Una tarde en una fiesta, explota de hecho una pelea entre Lajoie, Albert Schumacher y dos obreros del norte de África.
Por su parte, George va a dar una vuelta mientras los otros juegan en el camping. Encuentra a la bella hija de los Colin, que se está bronceando en un lugar apartado, medio desnuda. Al tratar de besarla y verse rechazado, trata de violarla. En el forcejeo, sin embargo, la mata accidentalmente cuando ella se golpea en la cabeza. Para encubrirse, organiza un escenario en el que se responsabiliza a los obreros extranjeros. 
Para vengar a la difunta, los miembros del camping atacan con violencia a los obreros, matando uno de ellos (Said) e hiriendo a otro. Para minimizar la gravedad de los hechos, se retiene la tesis del accidente mortal.

## Reparto
- Jean Carmet: Georges Lajoie
- Pierre Tornade: Colin
- Ginette Garcin: Ginette Lajoie
- Pascale Roberts: La señora Colin
- Jean Bouise: El inspector Boular
- Michel Peyrelon: Albert Schumacher
- Jean-Pierre Marielle: Léo Tartaffione
- Robert Castel: Loulou
- Isabelle Huppert: Brigitte Colin
- Abderrahmane Ben Kloua: Said
- Jacques Villeret: Gérald

## Nominaciones y premios
- Oso de Plata, Premio del jurado de los lectores del Morgenpost, y Recomendación Interfilm en el Festival Internacional de Cine de Berlín de 1975.